# Burchard II van Halberstadt
Burchard van Veltheim (ook: Bucco, Buko etc.) (1028 - Abdij van Ilsenburg, 7 april 1088) was een Duitse geestelijke, die het als Burchard II tot bisschop van Halberstadt bracht.
Burchard stamde uit het adelsgeslacht van Veltheim en was een neef van de aartsbisschoppen Anno II van Keulen en Werner van Maagdenburg. Hij werd in 1057 proost van het sticht "Sint Simon en Juda" in Goslar om vervolgens door tussenkomst van zijn oom Anno, de aartsbisschop van Keulen, twee jaar later in 1059 als opvolger van Burchard I von Halberstadt, tot bisschop van het bisdom Halberstadt gewijd te worden. In 1062 besloot de Duits-Italiaanse Synode van Augsburg de ook in de gunst van keizerin Agnes staande Burchard naar Rome te sturen.
- Bibliothèque nationale de France: cb14970790f (data)
- Gemeinsame Normdatei: 11866607X
- International Standard Name Identifier: 0000 0004 5010 8319
- Library of Congress Control Number: nb2005016995
- Système universitaire de documentation: 085585297
- Virtual International Authority File: 20773379
- WorldCat: E39PCjGgBHK6ddbbTJhXhVWCPP